# Joachim Bender
Hans-Joachim Bender (né le 4 mars 1942 à Francfort-sur-le-Main) est un athlète allemand, spécialiste du sprint.

## Biographie
Il remporte la médaille d'or du 4 × 100 m lors des championnats d'Europe de 1962, à Belgrade, en compagnie de Peter Gamper, Klaus Ulonska et Manfred Germar.

### Palmarès
| Date | Compétition           | Lieu     | Résultat | Épreuve   | Performance |
| ---- | --------------------- | -------- | -------- | --------- | ----------- |
| 1934 | Championnats d'Europe | Belgrade | 1er      | 4 × 100 m | 39 s 5      |

### Records
| Épreuve | Performance | Lieu | Date |
| ------- | ----------- | ---- | ---- |
| 100 m   |             |      |      |